# بیت گارمه
گرمیان، ( پارسی میانه: Garamig / Garamīkān / Garmagān، پارسی نو / کردی: Garmakan، سریانی کلاسیک: ܒܝܬ ܓܪܡܐ Bêṯ Garmē،  لاتین و یونانی: Garamaea ) منطقه ای تاریخی در اطراف شهر کرد نشین کرکوک در شمال عراق است. در جنوب شرقی رودخانه زاب کوچک، جنوب غربی کوه های شهرزور، شمال شرقی کوه های دجله و حمرین واقع شده است، اگرچه گاهی شامل قسمت هایی از جنوب غربی کوه های حمرین و شمال غربی رودخانه سیروان است.
نام "بت گرمائی" یا "بت گرمه" ممکن است منشأ سریانی داشته باشد که به معنای "خانه استخوان ها" است، که تصور می شود مرجع استخوان‌های هخامنشیان ذبح شده پس از نبرد قاطع بین اسکندر مقدونی و داریوش سوم در دشت های بین زاب بالا و رودخانه سیروان باشد. با این حال، طبق گفته مایکل جی مورونی، این نام به نام یک قوم، احتمالاً یک قبیله پارسی گرفته شده است. 
این منطقه یک استان، گرمکان، تحت ساسانیان بود. مرکز این استان متروک شهری به نام Karkha D'Beth Slokh (در حال حاضر کرکوک) بود و تا قرن چهاردهم که منطقه توسط تیمورلنگ تسخیر شد، دارای جمعیت قابل توجهی از آشوریان نسطوری بود. 
در حال حاضر این منطقه شامل استان های کرکوک و صلاح الدین و دیاله و واسط و شهر های کرکوک و طوزخورماتو و خانقین و بدره می شود. اکثریت اهالی این منطقه کردها هستند و به زبان کردی کلهری و کردی سورانی تکلم می کنند.